# David Harvey
David Harvey (Leeds, 1948. február 7. –) skót válogatott labdarúgókapus.

## Pályafutása

### Klubcsapatban
Pályafutását szülővárosa csapatában a Leeds Unitedben kezdte 1965-ben. 1980-ig 277 mérkőzésen lépett pályára. Kétszeres angol bajnok, egyszeres FA-kupa, ligakupa és szuperkupa győztes, illetve kétszeres VVK-győztes. 

### A válogatottban
1972 és 1976 között 16 alkalommal szerepelt az skót válogatottban. Részt vett az 1974-es világbajnokságon.

## Sikerei, díjai
Leeds United
- Angol bajnok (2): 1968–69, 1973–74
- Angol kupa (1): 1971–72
- Angol ligakupa (1): 1967–68
- Angol szuperkupa (1): 1969
- Vásárvárosok kupája (1): 1967–68, 1970–71